# جولييتا فينيغاس
جولييتا فينيغاس بيرسيفولت (بالإسبانية: Julieta Venegas Percevault)‏ هي مغنية وكاتبة أغاني ومنتجة تسجيلات مكسيكية الجنسية أمريكية المولد ولدت في يوم 24 نوفمبر 1970 في مدينة لونغ بيتش في كاليفورنيا في الولايات المتحدة، أما أصلها يعود إلى مدينة تيخوانا في المكسيك، تغني باللغة الإسبانية واللغة الإنغليزية واللغة البرتغالية، ولديها شقيقة توأم، وقد بدأت الغناء في سن الثامنة وإنضمت إلى الفرقة المكسيكية تيخوانا نو، فينيغاس أيضاً تتقن العزف على عدة آلات موسيقية مثل البيانو والأكورديون وآلة المفاتيح، وقد فازت ب5 جوائز غرامي اللاتينية وجائزة غرامي واحدة.

## روابط خارجية
- جولييتا فينيغاس على موقع IMDb (الإنجليزية)
- جولييتا فينيغاس على موقع روتن توميتوز (الإنجليزية)
- جولييتا فينيغاس على موقع ميوزك برينز (الإنجليزية)
- جولييتا فينيغاس على موقع أول ميوزيك (الإنجليزية)
- جولييتا فينيغاس على موقع ديسكوغز (الإنجليزية)
- جولييتا فينيغاس على موقع قاعدة بيانات الفيلم (الإنجليزية)